# Kontryhel
Kontryhel (Alchemilla) je rod rostlin z čeledi růžovité. především mírného a subarktického pásma Evropy a Asie. Celkem zahrnuje přes 700 druhů. V České republice roste 21 druhů kontryhelů a 2 druhy nepatrnce. V současné taxonomii je rod pojímán široce a zahrnuje i druhy bývalých rodů Aphanes (nepatrnec) a Lachemilla.

## Popis
Kontryhely jsou vytrvalé nebo výjimečně jednoleté byliny s dřevnatým oddenkem a poléhavým až vzpřímeným stonkem. Listy jsou dlouze řapíkaté, s celistvou, dlanitě laločnatou až dlanitě členěnou čepelí. Květy jsou drobné, pravidelné, oboupohlavné, uspořádané zpravidla v hustých chocholících, řidčeji v řídkých vrcholících nebo jednotlivé. Češule je baňkovitá, se zúženým ústím. Okvětí je zpravidla tvořeno 4 kališními lístky a 4 lístky kalíšku, řidčeji je pětičetné. Koruna chybí. Tyčinky jsou zpravidla 4 a mají krátké nitky. Gyneceum je tvořeno jedním (řidčeji až 4) volným, přisedlým nebo poněkud stopkatým plodolistem obsahujícím jediné vajíčko. Čnělka je nitkovitá, zakončená hlavatou bliznou. Plodem je nažka obalená vytrvalou češulí.

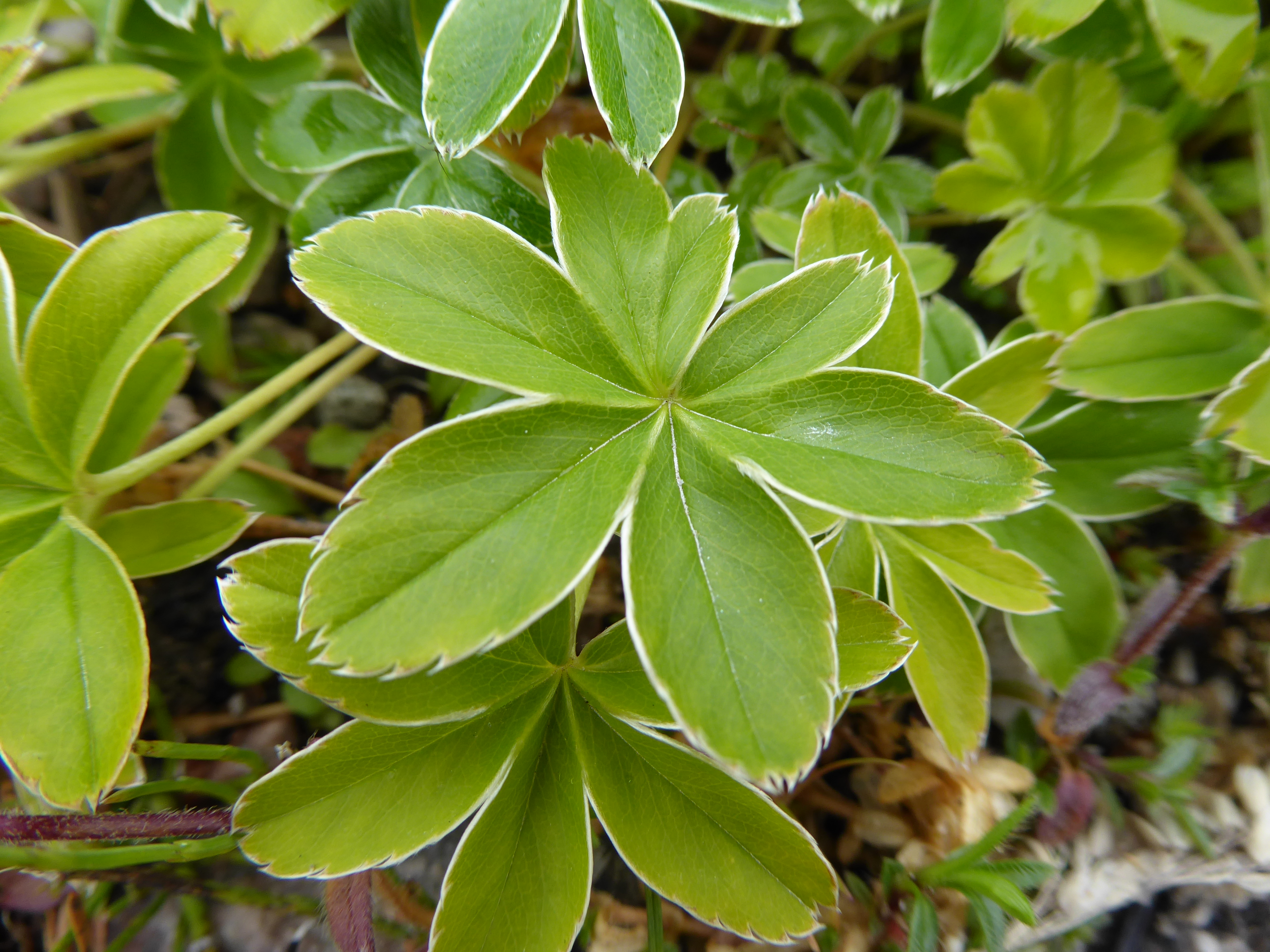
Listy kontryhele alpského
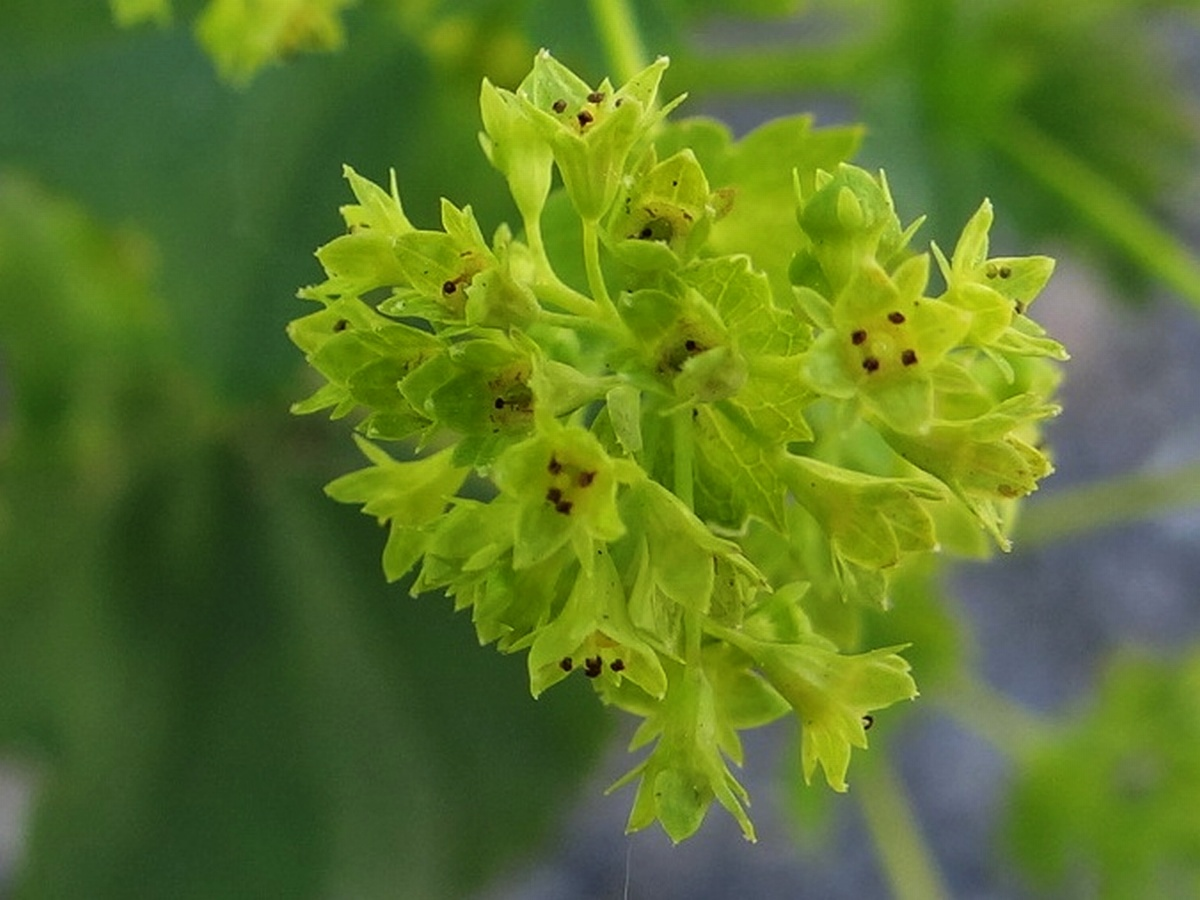
Detail květenství kontryhelu lysého
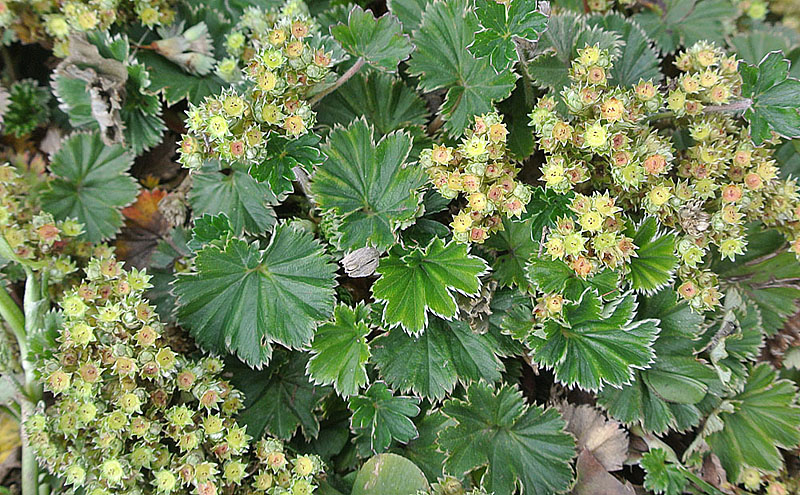
Alchemilla (Lachemilla) orbiculata
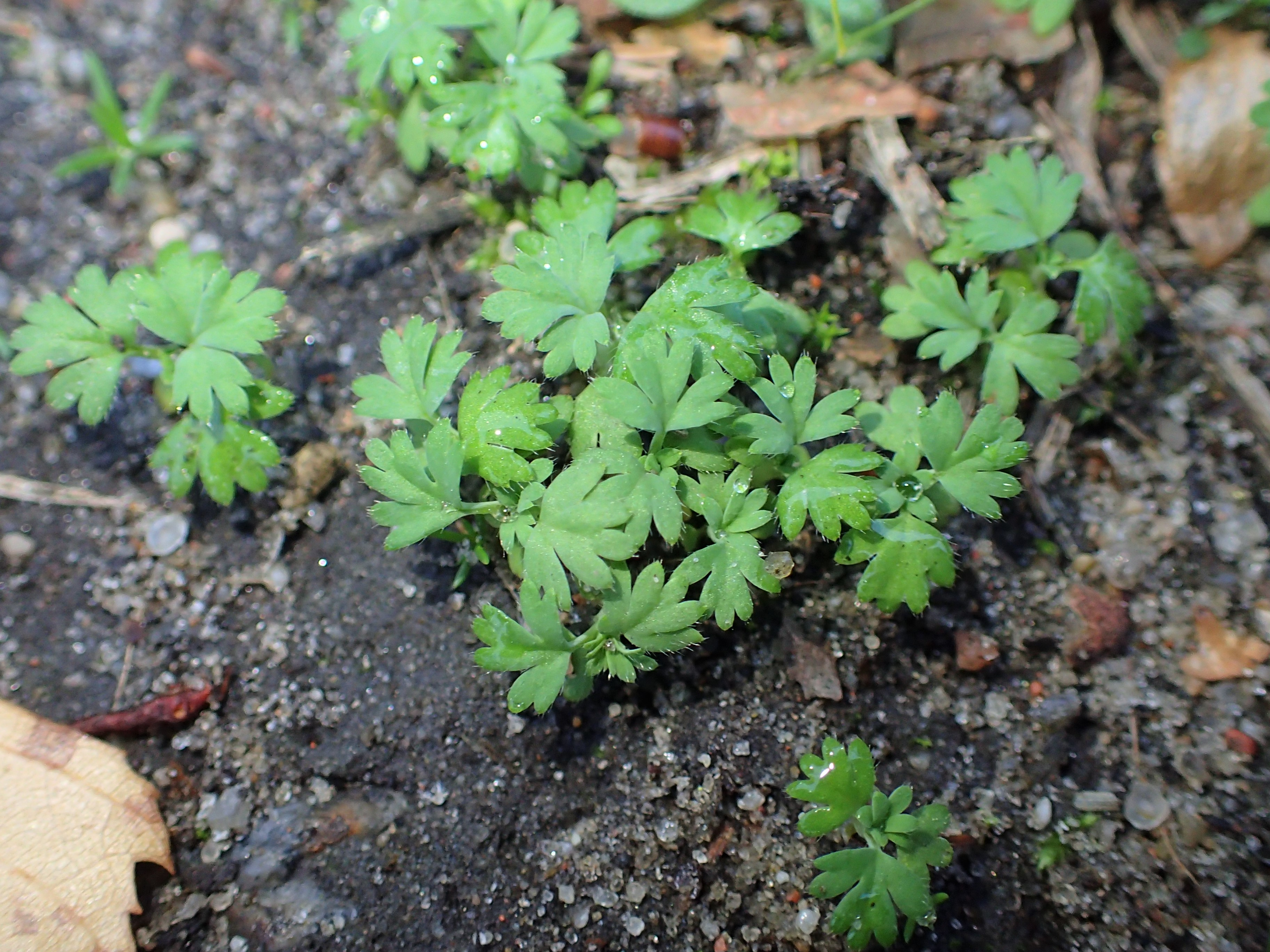
Nepatrnec rolní

## Rozšíření
Rod kontryhel v současném (širokém) taxonomickém pojetí zahrnuje asi 706 druhů. Je rozšířen s různou frekvencí výskytu na všech kontinentech s výjimkou Austrálie (a Antarktidy).
Z Číny jsou udávány 3 druhy, rostoucí vesměs v alpínské vegetaci nad hranicí lesa.
V Severní Americe se vyskytují 4 druhy, které sem zasahují přes Grónsko ze severní Evropy.
V České republice roste jako původní 21 druhů kontryhelů a jeden nezvěstný (kontryhel krkonošský).

## Taxonomie
Rod Alchemilla je v rámci čeledi Rosaceae řazen do podčeledi Rosoideae, tribu Potentilleae a podtribu Fragariinae. V současné taxonomii je rod pojímán široce a jsou do něj vřazeny dříve oddělované rody Aphanes (nepatrnec) a Lachemilla. Výsledky fylogenetických studií ukázaly, že rod Alchemilla v úzkém pojetí je parafyletický a skládá se ze dvou různých vývojových větví, z nichž jednu představují eurasijské kontryhely (klad Eualchemilla) a druhou africké kontryhely (klad Afromilla). Možným řešením by bylo vyčlenit druhy kladu Afromilla do samostatného rodu, nebyly však nalezeny žádné morfologické znaky, na jejichž základě by bylo možno oba rody vymezit. Proto bylo přijato široké pojetí rodu Alchemilla. Česká botanická literatura však tyto taxonomické změny dosud vesměs nereflektuje (např. ).
Nejblíže příbuzným rodem je podle výsledků fylogenetických studií rod Comarum (zábělník).
|  | Lachemilla                                                    |
|  |                                                               |
|  | \| \| Aphanes \| \| \| \| \| \| klad Eualchemilla \| \| \| \| |
|  |                                                               |
|  | Aphanes                                                       |
|  |                                                               |
|  | klad Eualchemilla                                             |
|  |                                                               |

|  | Aphanes           |
|  |                   |
|  | klad Eualchemilla |
|  |                   |

|  | Lachemilla                                                    |
|  |                                                               |
|  | \| \| Aphanes \| \| \| \| \| \| klad Eualchemilla \| \| \| \| |
|  |                                                               |
|  | Aphanes                                                       |
|  |                                                               |
|  | klad Eualchemilla                                             |
|  |                                                               |

|  | Aphanes           |
|  |                   |
|  | klad Eualchemilla |
|  |                   |

|  | Lachemilla                                                    |
|  |                                                               |
|  | \| \| Aphanes \| \| \| \| \| \| klad Eualchemilla \| \| \| \| |
|  |                                                               |
|  | Aphanes                                                       |
|  |                                                               |
|  | klad Eualchemilla                                             |
|  |                                                               |

|  | Aphanes           |
|  |                   |
|  | klad Eualchemilla |
|  |                   |

|  | Lachemilla                                                    |
|  |                                                               |
|  | \| \| Aphanes \| \| \| \| \| \| klad Eualchemilla \| \| \| \| |
|  |                                                               |
|  | Aphanes                                                       |
|  |                                                               |
|  | klad Eualchemilla                                             |
|  |                                                               |

|  | Aphanes           |
|  |                   |
|  | klad Eualchemilla |
|  |                   |

## Zástupci

### Druhy rostoucí v Česku
- kontryhel baltský (Alchemilla baltica)
- kontryhel číšolistý (Alchemilla cymatophylla)
- kontryhel grúňský (Alchemilla gruneica)
- kontryhel krkonošský (Alchemilla corcontica)
- kontryhel ledvinitý (Alchemilla reniformis)
- kontryhel lysolodyžný (Alchemilla glabricaulis)
- kontryhel lysý (Alchemilla glabra)
- kontryhel medvědí (Alchemilla effusa, syn. A. ursina)
- kontryhel pastvinný (Alchemilla monticola)
- kontryhel příbuzný (Alchemilla propinqua)
- kontryhel příjemný (Alchemilla suavis)
- kontryhel půlkulovitý (Alchemilla subglobosa)
- kontryhel řasnatý (Alchemilla plicata)
- kontryhel rozeklaný (Alchemilla fissa)
- kontryhel sivý (Alchemilla glaucescens)
- kontryhel slámožlutý (Alchemilla straminea)
- kontryhel tenkolodyžný (Alchemilla filicaulis)
  - kontryhel tenkolodyžný pravý (A. filicaulis var. filicaulis)
  - kontryhel tenkolodyžný chlupatý (A. filicaulis var. vestita)
- kontryhel třpytivý (Alchemilla micans)
- kontryhel tupý (Alchemilla obtusa)
  - kontryhel tupý pravý (A. obtusa subsp. obtusa)
  - kontryhel tupý lichoběžníkový (A. obtusa subsp. trapezialis)
- kontryhel vějířovitý (Alchemilla flabellata)
- kontryhel vlasatý (Alchemilla crinita)
- kontryhel vroubkovaný (Alchemilla subcrenata)
- nepatrnec rolní (Alchemilla arvensis, syn. Aphanes arvensis)
- nepatrnec jižní (Alchemilla australis, syn. Aphanes australis)[4][7]

### Druhy cizokrajné
- kontryhel alpínský (Alchemilla alpina)
- kontryhel hedvábitý (Alchemilla sericata)
- kontryhel laločnatý (Alchemilla conjuncta)
- kontryhel měkký (Alchemilla mollis)
- kontryhel mnohokvětý (Alchemilla tytthantha)
- kontryhel pětilistý (Alchemilla pentaphyllea)
- kontryhel Walasův (Alchemilla walasii)
- kontryhel ztepilý (Alchemilla speciosa)[8][7]

## Význam

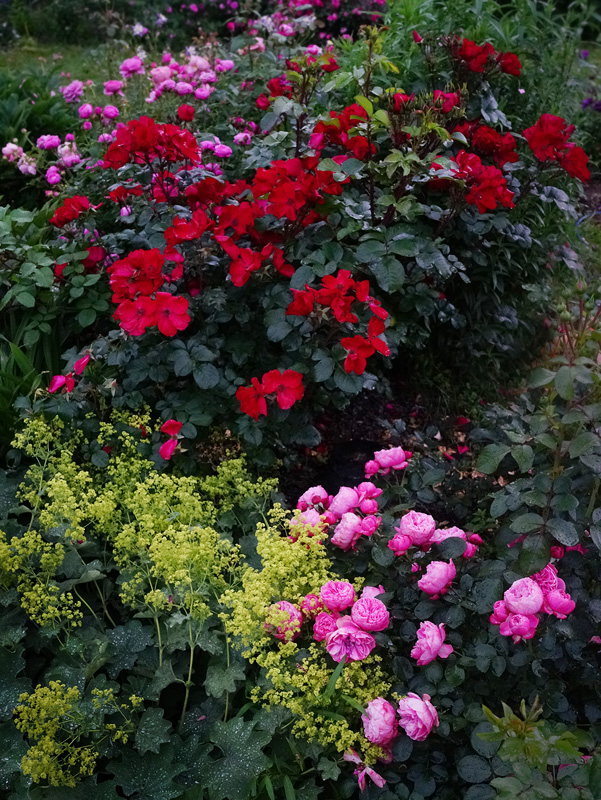
Kontryhel měkký na okrasném záhoně

Některé druhy se pěstují jako zahradní trvalky, např. kontryhel měkký (A. mollis), Alchemilla epipsila a Alchemilla erythropoda. Byly také vyšlechtěny okrasné kultivary, např. Alchemilla sericata 'Gold Strike'.

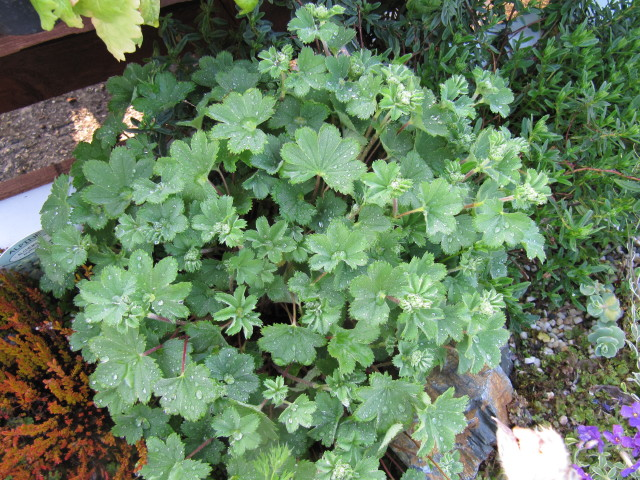
Alchemilla erythropoda
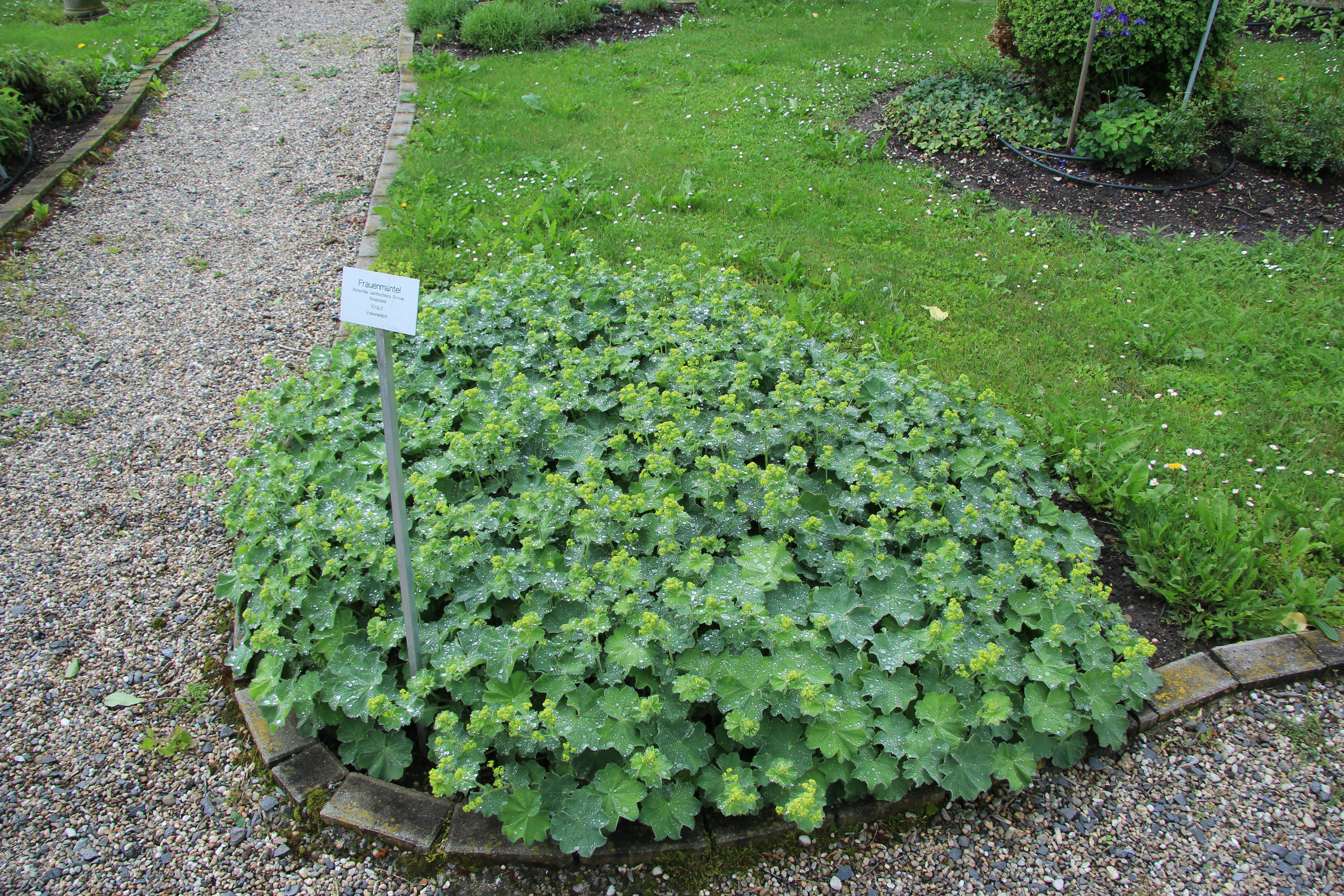
Kontryhel žlutozelený